# Křivoklátská vrchovina
Křivoklátská vrchovina je geomorfologický celek ve Středočeském a Plzeňském kraji. Tato členitá vrchovina je součástí Brdské oblasti v Poberounské soustavě. Většina území je tvořena zvrásněnými starohorními břidlicemi s vložkami buližníků, křemenců a spilitů. Na severozápadním okraji vystupují na povrch vyvřelé horniny (ryolit) z období starších prvohor. Charakteristickým rysem reliéfu jsou krátké hřbety ve směru ZJ-VS, hluboké kaňonovité údolí řeky Berounky a jejích přítoků.
Nejvyšší vrchol, hřeben Radeč mezi Rokycany a Zbirohem, je někdy považován za součást Brd. Přes 84 % území je součástí CHKO Křivoklátsko.

## Geomorfologické členění
Křivoklátská vrchovina se dělí na dva geomorfologické podcelky: členitější Zbirožskou vrchovinu a nižší, méně členitou Lánskou pahorkatinu.

### Zbirožská vrchovina
Nejvyšší část Zbirožské vrchoviny, Radečská vrchovina, je tvořena několika břidlicovými a křemencovými hřbety. Má podobný charakter reliéfu, rostlinstvo a živočišstvo jako blízké Brdy. Nejvyšším bodem je Radeč (723 m n. m.). K dalším významným vrcholům patří Brno (718 m n. m.), Hrad (680 m n. m.), Rumpál (639 m n. m.) a Bechlov (599 m n. m.).
Velmi členitým terénem se vyznačuje Vlastecká vrchovina na pravém břehu Berounky, tvořená výlevnými vyvřelinami z období kambria. Úzké skalní hřbety a hustá síť hlubokých roklí dodávají tomuto území velmi divoký ráz. Nejvyššími vrcholy jsou Těchovín (617 m n. m.), Vlastec (612 m n. m.) a Kohoutov (596 m n. m.).
Ve střední části území se nachází Hudlická vrchovina. Mírně zvlněný reliéf je tvořen starohorními břidlicemi, droby a dalšími usazenými horninami s vložkami odolných buližníků a křemenců, které často vystupují na povrch jako skalní suky. Ke známým buližníkovým skaliskům patří Vraní a Hudlická skála. Nejvyšším vrcholem je Krušná hora (609 m n. m.), úzký křemencový hřbet se zbytky po těžbě železné rudy.
Podél jihovýchodního okraje Křivoklátské vrchoviny se táhne úzký pruh silně zvrásněných břidlic a křemenců, označovaný jako Brdatky. Hřbet je na několika místech přerušen příčnými zářezy potoků. K významným vrcholům patří Děd, Tkalce a Zámecký vrch.

### Lánská pahorkatina
Lánská pahorkatina se rozkládá na sever od Berounky. Z hornin převládají starohorní břidlice a droby. Mírně zvlněný terén je rozčleněn údolími Kačáku a Klíčavy. Nejvyššími body jsou buližníkové suky Tuchonín (487 m n. m.) a Vysoký vrch.

## Ochrana přírody
Nejvýznamnějším velkoplošným chráněným územím je CHKO Křivoklátsko, chráněná krajinná oblast a biosférická rezervace UNESCO. V jihozápadní části Křivoklátské vrchoviny se nachází přírodní park Radeč. V současné době (počátek roku 2010) se jedná o vyhlášení Národního parku Křivoklátsko.